# Festival Internacional de Jóvenes Realizadores de Granada
El Festival Internacional de Jóvenes Realizadores de Granada es un acontecimiento cultural dedicado al cine de autor celebrado anualmente a mediados de abril en la ciudad de Granada. El festival, que congrega a directores de todo el mundo, incluye entre sus actividades un Certamen de cortometrajes.